# ساوث كينغستاون (رود آيلاند)
ساوث كينغستاون (بالإنجليزية: South Kingstown)‏ هي بلدة تقع بولاية رود آيلاند في الولايات المتحدة. تبلغ مساحتها 206.6 (كم²)، وترتفع عن سطح البحر 30 م، بلغ عدد سكانها 30639 نسمة في عام 2010 حسب إحصاء مكتب تعداد الولايات المتحدة وتصل الكثافة السكانية فيها 207.2 نسمة/كم2.

## أعلام
- رولاند جي. هازارد
- هارون روسي
- هاري بي كروس
- جون غاردنر
- كريستوفر رايموند بيري

## وصلات خارجية
- http://www.southkingstownri.com
- The US50 - Cities and Towns in Rhode Island State
- Rhode Island Cities and Towns, Facts, Map, Flag, Colleges, Government, and More